# Joseph Mazilier

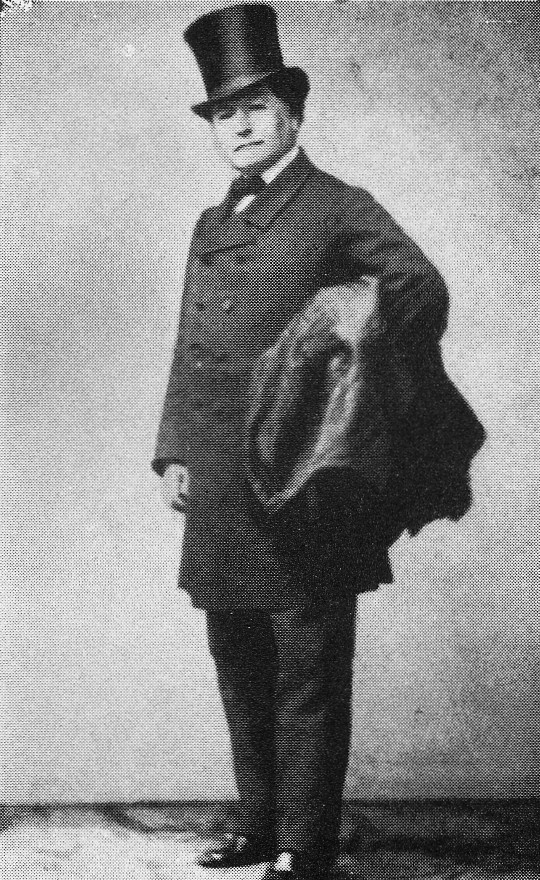
Joseph Mazilier, Parijs, circa 1860.

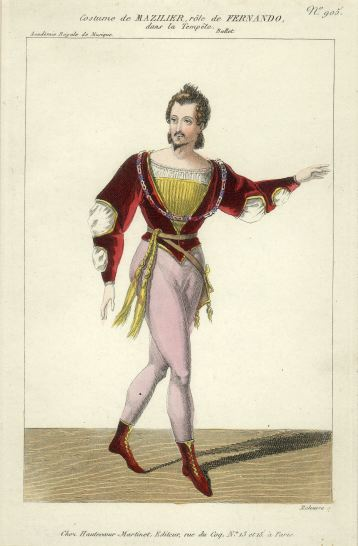
Mazilier in La Tempête (1835), gravure van Maleuvre.

Joseph Mazilier (Marseille, 1 maart 1801 – Parijs, 19 mei 1868) was een 19de-eeuwse Franse danser, balletmeester en choreograaf. Zijn oorspronkelijke naam was Giulio Mazarini. Hij is vooral bekend om zijn balletten Paquita (1844) en Le Corsaire (1856). Ook danste hij naast Marie Taglioni de rol van James in het ballet La Sylphide. Van 1866 tot 1867 was hij directeur van de Koninklijke Muntschouwburg te Brussel.

## Balletten
- La Gypsy (1839)
- La Vendetta (1839)
- Le Diable amoureux (1840)
- Lady Henrietta, or the Servant of Greenwich (Lady Henriette, ou la Servante de Greenwich) (1944)
- Le Diable à Quatre (1845)
- Paquita (1846)
- Betty (1846)
- Griseldis, ou les Cinq sens (1848)
- Vert-vert (Green-Green) (1851)
- Orfa (1852)
- Aelia et Mysis, ou l'Atellane (1853)
- Jovita, ou les Boucaniers (1853)
- La Fonti (1855)
- Le Corsaire (1856)
- Les Elfes (1856)
- Marco Spada ou La Fille du Bandit (1857)
- Une fête au port (1867)

## Rollen
- James in La Sylphide van Filippo Taglioni in 1832
- Fernando in La Tempête van Jean Coralli in 1834
- Stenio in La Gypsy in 1839

## Overige balletgerelateerde functies
- Directeur van het Paris Opera Ballet van 1839 tot 1851.
- Directeur van het Saint Petersburg Ballet van 1851 tot 1852
- Directeur van het Paris Opera Ballet van 1852 tot 1857.
- Directeur van het Lyon Ballet van 1862 tot 1866
- Balletmeester aan het koninklijke Muntschouwburg te Brussel van 1866 tot 1867.

- Bibsys: 3000780
- Biblioteca Nacional de España: XX5308406
- Bibliothèque nationale de France: cb14842861t (data)
- Gemeinsame Normdatei: 132786788
- International Standard Name Identifier: 0000 0001 2133 0584
- Library of Congress Control Number: n97858714
- Nationale Bibliotheek van Tsjechië: mzk2005279354
- Nationale Bibliotheek van Israël: 987007437968605171
- Nederlandse Thesaurus van Auteursnamen: 169934810
- Istituto Centrale per il Catalogo Unico: UBOV711580
- SNAC: w6gc69bf
- Système universitaire de documentation: 148095275
- Virtual International Authority File: 51957495